# Werner Lohrer
Werner Lohrer (* 4. März 1917 in Arosa; † 1991 ebenda) war ein Schweizer Eishockeyspieler. Während seiner Karriere gewann er bei den Olympischen Winterspielen 1948 in St. Moritz die Bronzemedaille. Darüber hinaus gewann er dreimal in Folge den Schweizer Meistertitel mit dem EHC Arosa.

## Karriere
Der in Arosa unmittelbar neben der Eisbahn Obersee aufgewachsene Werner Lohrer erlernte das Eishockeyspiel zusammen mit seinen Brüdern Heini und Karl beim EHC Arosa. Gemeinsam mit Letzterem spielte er in der Saison 1933/34 als 16-Jähriger erstmals in der ersten Mannschaft. Während er in der Anfangsphase seiner Karriere meist als Stürmer agierte, wurde er nach seiner Rückkehr 1942 zum EHC Arosa in der Verteidigung eingesetzt. In der Saison 1944/45 amtete er als Spielertrainer und in späteren Jahren als Mannschaftskapitän. Nach dem Durchbruch des Aroser Vettern- oder Waldeck-Sturms mit Hans-Martin Trepp, Gebi und Ueli Poltera spielte Lohrer üblicherweise an deren Seite. Eine seiner Spezialitäten war es, dem Gegner fallend mit dem Eishockeystock die Scheibe wegzustechen.

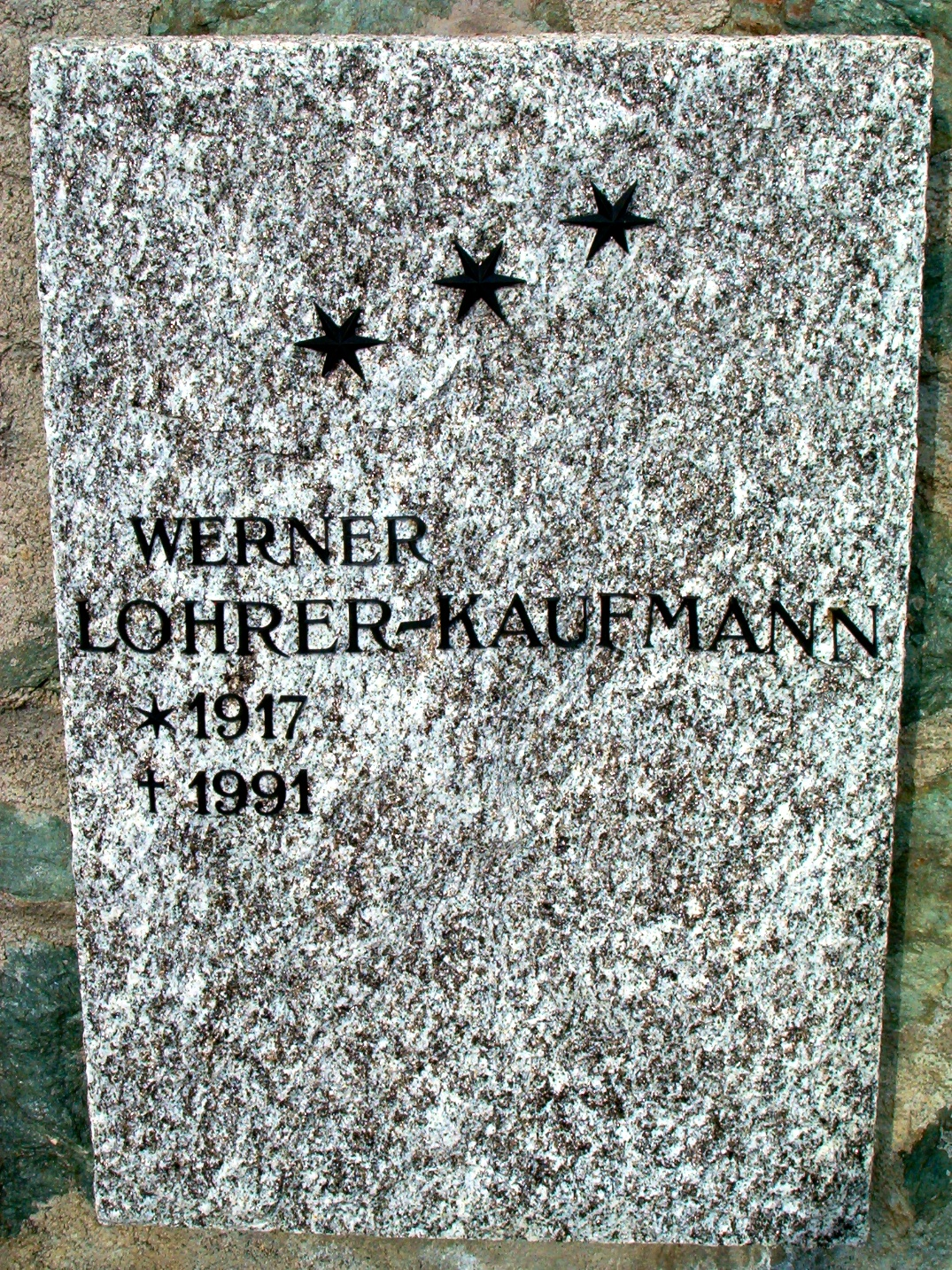
Werner Lohrers Grabstein auf dem Friedhof des Bergkirchli Arosa

Als Verteidiger bestritt Lohrer diverse Länderspiele für die Schweiz. Auch in der Nationalmannschaft spielte er im Aroser Block und gehörte 1948 zum Schweizer Kader, welchem in Basel der erste Sieg einer europäischen Mannschaft gegen Kanada (8:5) gelang. Im selben Jahr bestritt er das olympische Eishockeyturnier in St. Moritz, wo die wohl spielstärkste und beste Schweizer Mannschaft aller Zeiten den dritten Rang erreichte. Dem Kader gehörte auch sein jüngerer Bruder Heini als Center an. Neben den Gebrüdern Lohrer spielten noch drei weitere Bündner Brüderpaare in dieser legendären Mannschaft, die Gebrüder Poltera, Cattini und Dürst.
Mit dem EHC Arosa wurde Werner Lohrer zwischen 1951 und 1953 dreimal Schweizer Meister, bevor er 1953 vom aktiven Eishockeysport zurücktrat. Gelegentlich betätigte er sich in den Folgejahren als Schiedsrichter bei Freundschaftsspielen. In der Freizeit widmete er sich dem Curlingspiel.

## Erfolge und Auszeichnungen
- 1951 Schweizer Meister mit dem EHC Arosa
- 1952 Schweizer Meister mit dem EHC Arosa
- 1953 Schweizer Meister mit dem EHC Arosa

### International
- 1948 Bronzemedaille bei den Olympischen Winterspielen

- Bronzemedaille bei der Weltmeisterschaft
- Silbermedaille bei der Europameisterschaft